# Chiesa di San Vitale (Salsomaggiore Terme)
La chiesa di San Vitale, nota anche come duomo di Salsomaggiore, è un luogo di culto cattolico dalle forme futuriste, situato in via Giovanni Valentini a Salsomaggiore Terme, in provincia di Parma e diocesi di Fidenza; è sede di una parrocchia compresa nel vicariato di Salsomaggiore Terme.

## Storia
Il luogo di culto originario fu costruito nei primissimi anni del XIII secolo e consacrato dal vescovo di Piacenza Grimerio della Porta nel 1205.
L'antica chiesa gotica, sviluppata su un impianto a croce latina, crollò nel 1571 e fu ricostruita nel 1610.
Nel 1907 l'edificio seicentesco, ormai pericolante, fu abbattuto; nel 1914 il Comune di Salsomaggiore Terme indisse un Concorso Nazionale per la progettazione di un nuovo luogo di culto degno della località turistica, vinto dall'architetto Giulio Ulisse Arata, che si ispirò alle opere di Antonio Sant'Elia e alle chiese a pianta centrale del XVI secolo. Il cantiere di costruzione fu tuttavia avviato soltanto nel 1928, a partire dalla cripta, che fu completata l'anno seguente; i lavori del tempio sovrastante partirono invece nel 1934 e procedettero lentamente; il tempio, seppur incompiuto, fu inaugurato nel 1939.
Nel 2005 fu costruita una nuova scalinata a due rampe contrapposte per l'accesso alla chiesa.

## Descrizione

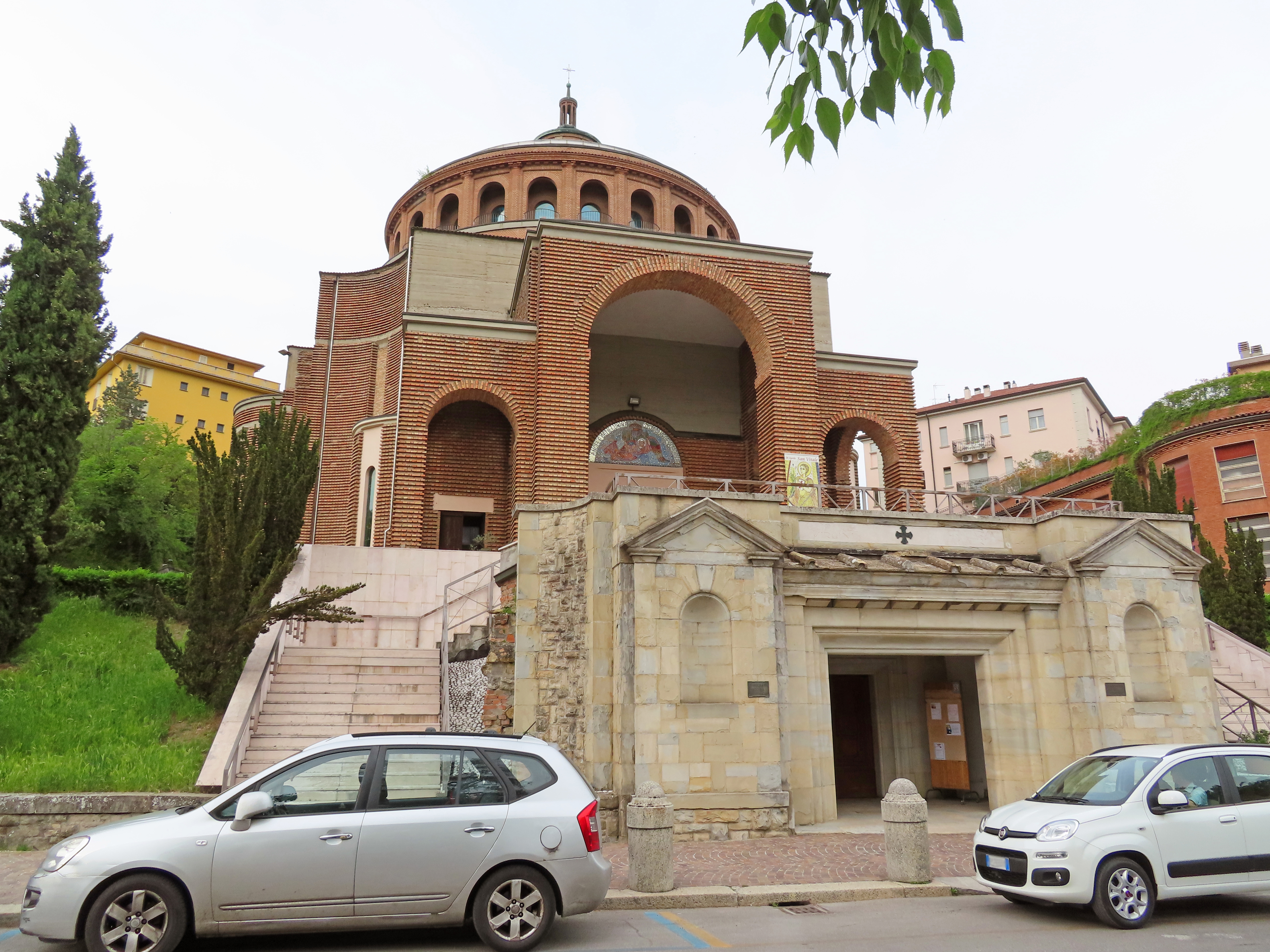
Facciata

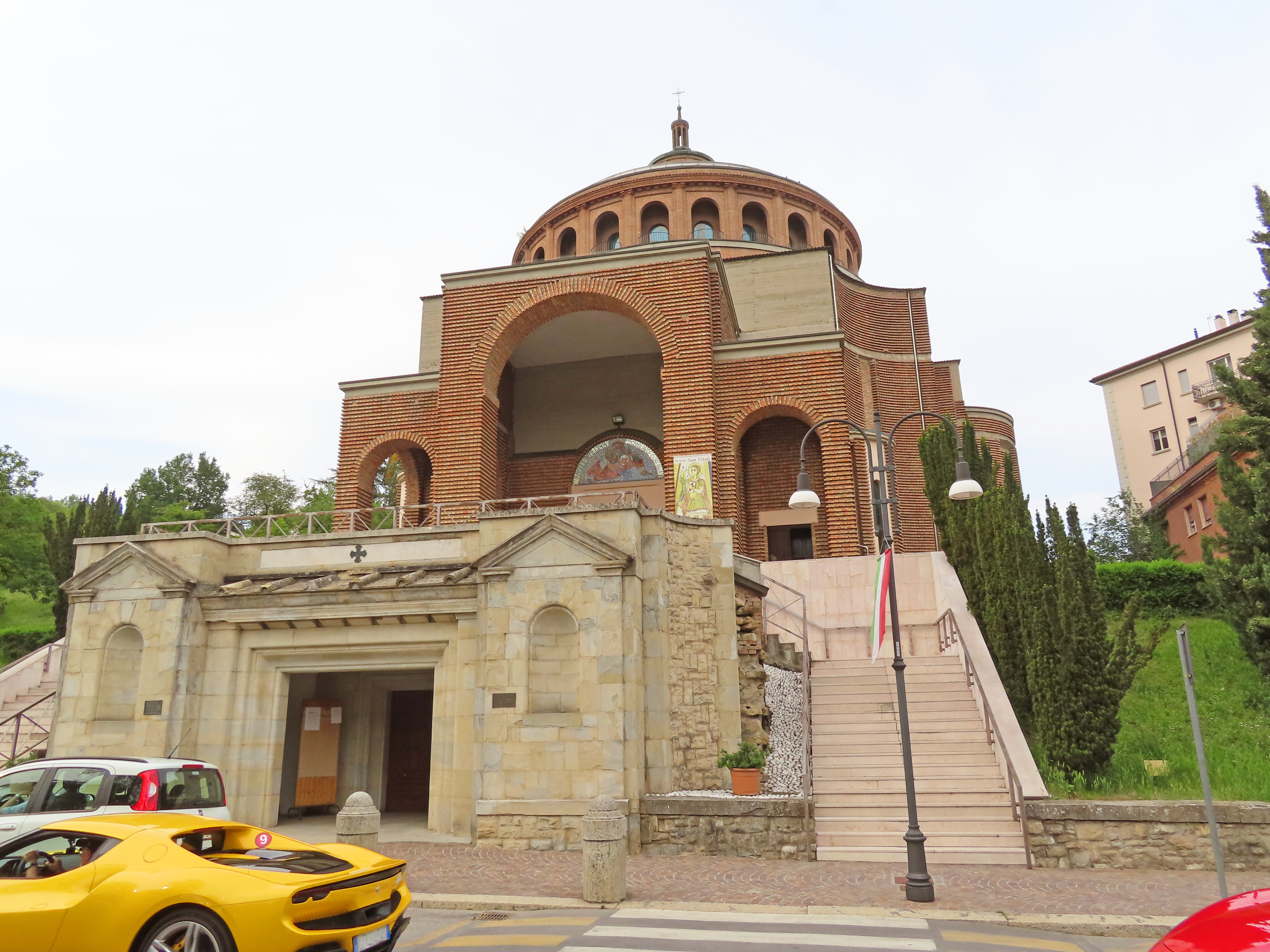
Facciata

La chiesa, posta in posizione sopraelevata, si articola su una pianta centrale a croce greca, preceduta da un imponente porticato; inferiormente la cripta, nota anche come santuario della Beata Vergine delle Grazie, si sviluppa su un impianto a croce latina, con accesso indipendente a sud dalla strada e presbiterio absidato a nord.
La simmetrica e imponente facciata, incompleta in quanto priva del rivestimento sulle immorsature in laterizio, è raggiungibile attraverso una scalinata in marmo bianco a rampe contrapposte, che incornicia il grande accesso inferiore alla cripta; quest'ultimo, rivestito in pietra, è delimitato da una cornice modanata e affiancato da due edicole coronate da frontone triangolare spezzato, ciascuna delle quali contiene nel mezzo una nicchia ad arco a tutto sesto. Il prospetto superiore della chiesa è preceduto da un monumentale porticato a tre arcate a tutto sesto, di cui quella centrale molto ampia e alta; il portale d'ingresso ad arco a tutto sesto è sormontato da una lunetta contenente un mosaico. Ai lati e sul retro si alternano murature concave e convesse, mentre in sommità si eleva il grande tamburo in mattoni, caratterizzato dalla successione di aperture ad arco a tutto sesto alternate a semicolonne con capitelli dorici, a sostegno del cornicione perimetrale; alla struttura sono appese le campane, a causa della mancanza del campanile, che, seppur previsto dal progetto di Giulio Ulisse Arata, non fu mai costruito; a coronamento si staglia la cupola, di 30 m di altezza e 19 m di diametro, sormontata da una lanterna a pianta circolare.

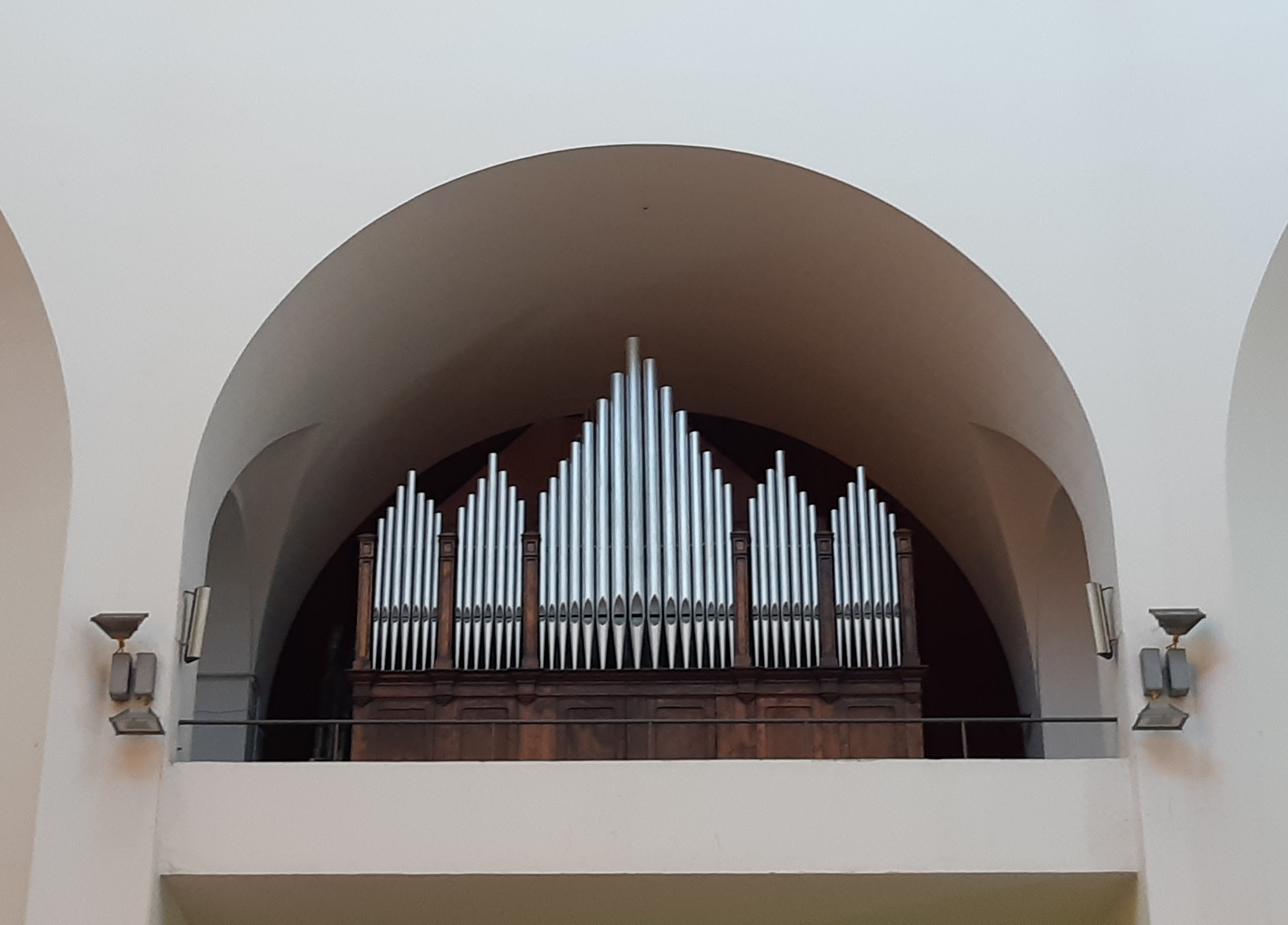
Organo

All'interno l'imponente aula a pianta ottagonale, coronata dall'alta cupola, è affiancata da quattro cappelle radiali alle estremità; priva di rivestimento sul calcestruzzo armato strutturale, è decorata con vari dipinti del pittore Fontanesi.
Sulla cantoria in controfacciata si trova l'organo a canne, realizzato da Pietro Corna nel 2018 assemblando il materiale di un precedente strumento risalente agli anni 1950; a trasmissione elettrica, dispone di 16 registri su due manuali e pedale.
La cripta conserva una cinquecentesca immagine della Madonna col Bambino, trasferita nel 1742 nella chiesa di San Vitale dopo la demolizione del santuario della Beata Vergine delle Grazie di Salsomaggiore.